# 完美幻方
完美幻方是数学領域中的一個概念，指的是一個魔術正方體 ，且该魔術正方體中任意一条对角线之和都是一個幻方常數。Gabriel Arnoux于1887年提出了一個17阶完美幻方。FAPBarnard 于1888年提出了了8阶和11阶完美幻方。